# Вольфрам Зіверс
Вольфрам Зіверс (нім. Wolfram Sievers; *10 липня 1905, Гільдесгайм — 2 червня 1948, Ландсберг-ам-Лех) — німецький політик та вчений. Один з керівників расової політики Третього рейху, генеральний секретар Аненербе (з 1935), оберфюрер СС (30 січня 1945), заступник голови керуючої ради директорів Науково-дослідної ради Рейху.

## Біографія
Народився в сім'ї церковного музиканта. Відвідував школу в рідному місті, але не закінчив її — за деякими даними був відрахований за приналежність до Німецького народного союзу оборони і наступу. Вивчав історію, історію релігії та філософію в Технологічному університеті Штутгарта.
1928 приєднався до НСДАП, офіційно вступив 1929 р. (квиток № 144983).
22 листопада 1934 одружився, був син і дві дочки.
Після заснування товариства Аненербе 1935 став його генеральним секретарем і зарахований у СС (особистий № 275325). Займаючи цю посаду, тісно співпрацював з доктором Августом Хіртом. Здійснював технічну та господарську підготовку до створення дослідних лабораторій та інститутів на території концтаборів.
16 червня 1941 зарахований рядовим в резерв Військ СС. З 9 листопада 1942 року — керівник управління Аненербе в персональному штабі рейхсфюрера СС. Після закінчення Другої світової війни заарештований і 20 серпня 1947 року засуджений до смертної кари на процесі лікарів, попри заступництво свого друга Фрідріха Хільшера.
Повішений (а не розстріляний, як помилково вказується в деяких джерелах)  2 червня наступного року.

## Звання
- Анвертер СС (29 серпня 1935)
- Манн СС (6 листопада 1935)
- Роттенфюрер СС
- Обершарфюрер СС (30 січня 1936)
- Унтерштурмфюрер СС (1 липня 1936)
- Оберштурмфюрер СС (20 квітня 1937)
- Гауптштурмфюрер СС (30 січня 1938)
- Штурмбаннфюрер СС (9 листопада 1938)
- Оберштурмбаннфюрер СС (9 листопада 1940)
- Штандартенфюрер СС (9 листопада 1942)

## Нагороди
- Почесний партійний знак «Нюрнберг 1929»
- Спортивний знак СА в бронзі
- Німецька імперська відзнака за фізичну підготовку в сріблі
- Йольський свічник
- Кільце «Мертва голова»
- Шеврон старого бійця
- Почесна шпага рейхсфюрера СС
- Орден Ізабелли Католички, лицарський хрест (Іспанія) (1942)
- Хрест Воєнних заслуг
  - 2-го класу з мечами (1942)
  - 1-го класу (1944)